# Я...
Я… (англ. I Am...) ― драматичний мінісеріал-антологія, створений Домініком Севіджем для британського телеканалу Channel 4. Кожен епізод, присвячений окремій жіночій історії, розроблений і написаний Севіджем спільно з виконавицею головної ролі.
Прем'єра серіалу відбулася в липні 2019 року. В грудні 2022 року вийшов 3-й сезон.

## Виробництво
Створений, написаний і зрежисований кінематографістом Домініком Севіджем, кожен епізод «Я…» зосереджений на героїні, ім'ям якої названий. Кожна окрема історія була розроблена у творчому партнерстві з акторкою головної ролі, з імпровізованими діалогами й темами, серед яких ― стосунки, психічне здоров'я та зміцнення власної позиції.
Перший сезон був знятий за 29 днів, що в середньому становить 10 днів на епізод. За словами продюсера «Я…» Крішненду Маджумдара, творці прагнули надати епізодам інтимного і водночас кінематографічного вигляду. А щоб додати відчуття документальності, знімали ручною камерою, так, «ніби ми підслуховуємо героїв».

## Визнання
| Рік  | Премія                                                         | Категорія                                   | Номінанти                                                                                                   | Результат | Дж.   |
| ---- | -------------------------------------------------------------- | ------------------------------------------- | --- | --------- | ----- |
| 2019 | Премія Королівського телевізійного товариства «Craft & Design» | Фотографія — драма та комедія               | Стюарт Бентлі (за "I Am Kirsty")                                                                            | Номінація | [ 3 ] |
| 2020 | Премія БАФТА у телебаченні                                     | Найкраща жіноча роль                        | Саманта Мортон (за "I Am Kirsty")                                                                           | Номінація | [ 4 ] |
| 2022 | Премія БАФТА у телебаченні                                     | Найкращий драматичний фільм                 | Домінік Севідж, Крішненду Маджумдар, Річард Йі, Суранн Джонс, Джош Хайамс, Девід Чарап (за "I Am Victoria") | Номінація | [ 5 ] |
| 2023 | Програмна премія Королівського телевізійного товариства        | Головна роль: жіноча                        | Кейт Вінслет (за "I Am Ruth")                                                                               | Перемога  | [ 6 ] |
| 2023 | Премія БАФТА у телебаченні                                     | Найкращий драматичний фільм                 | Домінік Севідж, Крішненду Маджумдар, Джош Хайамс, Кейт Вінслет, Річард Йі, Девід Чарап (за "I Am Ruth")     | Перемога  | [ 7 ] |
| 2023 | Премія БАФТА у телебаченні                                     | Найкраща жіноча роль                        | Кейт Вінслет (за "I Am Ruth")                                                                               | Перемога  | [ 7 ] |
| 2023 | Премія БАФТА в галузі телевізійних мистецтв                    | Найкраща фотографія та освітлення: художній | Рейчел Кларк (за "I Am Ruth")                                                                               | Номінація | [ 8 ] |